# Barokno slikarstvo
U baroknom slikarstvu su karakteristične jake boje, snažni svjetlosni kontrasti i iluzija dubokog prostora koja se dobiva primjenom radikalnih perspektivnih rješenja. Tematski prevladavaju sakralne i mitološke kompozicije u kojima se isprepliću religiozno patetični zanos i senzualnost putenih golih aktova. Krajolici i mrtve prirode postaju samostalne slikarske teme, a u nekim se grafikama postiže savršenstvo likovnog izraza.

## Osobitosti
Barokni način izražavanja najlakše je pojasniti u njegovoj suprotnosti s renesansom: za renesansu tipično jasno ocrtavanje linija (linearnost) zamjenjuje barokno otapanje mekih obrisa (slikovito), renesansno plošno oblikovanje zamjenjuje barokno dubinsko, zatvorene i mnogolike kompozicije zamjenjuju otvorene i jedinstvene, a jasno oblikovanje postaje nejasno.
Najpoznatiji predstavnici baroknog slikarstva su:
- Italija: Caravaggio, obitelj Carracci, Artemisia Gentileschi, Giovanni Battista Gaulli, Gian Lorenzo Bernini, Giovanni Battista Piazzetta, Francesco Guardi, Pietro da Cortona, Lodovico Carracci, Giovanni Battista Piranesi, Guido Reni.
- Francuska: obitelj Le Nain, Jean Callot, Nicolas Poussin, Claude Lorain, P. Mignard, Georges de la Tour.
- Španjolska: Diego Velázquez, Bartolomé Esteban Murillo, Jusepe de Ribera, Francisco de Zurbarán.
- Flandrija i Nizozemska: Rembrandt, Peter Paul Rubens, Frans Hals, Jan Brueghel mlađi, Abraham Brueghel, M. Hobbema, Anthonis van Dyck, Jan Vermeer, Jacob van Ruisdael, Hermen Steenwyck, Judith Leyster.
- Njemačka i Austrija: obitelj Asam, A. Elsheimer, M. Rottmayr.

Barokno slikarstvo se razvilo najprije u Italiji, a za naglo širenje zidnog slikarstva najzaslužniji su bili Isusovci koji su, boreći se za pobjedu protureformacije, osnivali brojne samostane i gradili uz njih blistave i raskošne crkve po cijeloj Europi. Štoviše, Vatikan i katolička crkva su odredili stroga ikonografska pravila u slikarstvu i zahtijevali su da se na slikama izrazi snažan vjerski zanos ili skrušena pobožnost.

## Iluzionizam
Prvo načelo su za ideal uzeli slikari iluzionističkih kompozicija na svodovima crkava. To su bile slike koje su težile za pokrenutošću, senzualnošću i spektakularnošću; slike koje su "rastvarale" zidove, svodove i kupole i sugerirali da se unutarnji prostor crkve ili dvorca prelijeva i stapa s vanjskim okolišem. Uz kombinaciju odgovarajuće arhitekture i oslikanih kipova, pokatkad je taj iluzionizam bio tako uspješan da u gledatelja izaziva optičku varku, kao da se miješa zbiljsko i naslikano. 
Vrhunac iluzionističkog slikarstva nalazimo u djelu Pietra de Cortone Veličanje vladavine Urbana VIII. u palači Barberini u Rimu. Naslikana i stvarna arhitektura se miješaju i sve je uznemireno vrtlogom likova koji se uzdižu u beskrajno nebo. Neki likovi se čak doimaju kao da lebde unutar dvorane. Da Cortonino slikarstvo je epska poezija pokreta, gesta i izraza koji se lako čitaju.

## Intimnost
Umjetnik kojeg zovemo prvim baroknim slikarom, Michelangelo Merisi della Caravaggio, pristao je uz drugo načelo – skrušenu pobožnost. Caravaggio je unio krajnji realizam u slikarstvo  - njegove likove na slikama ocrtava neobično svjetlo i tama intimne sjene u koju su uronjene. Svoje likove je slikao gledajući žive modele, i to obično ljude s ulice, pa i likove svetaca i samog Krista (Što je izazvalo zgražanje rimskih građana). 
Takvi likovi su i na njegovim prvim religioznim radovima: Pozivanje Svetog Mateja (Caravaggio) i Sv. Matej i anđeo. Na prvoj slici su likovi Mateja i prijatelja čak prikazani u odjeći vremena kad je slika nastala, a svetost lika Krista postigao je prikazom svjetlosne trake koja kao da dolazi s nekog prozora pored slike. Upravo ta "ležerna" religioznost je odgovarala protu-reformatorskim težnjama (kao kod Francuza de la Toura), ali i protestantskim slikarima (kao što je bio Nizozemac Rembrandt). Slike su mu često bile i autobiografske (Golijat na slici David s Golijatovom glavom). Njegovi sljedbenici, Caravaggisti, su se pojavili još za njegova života u Italiji, Nizozemskoj i Francuskoj, a svojim slikama je unio svojevrsnu revoluciju u slikarstvo.

## Individualnost
U Baroku osobito postaje važan subjektivni dojam, tako se osobni stilovi nekih umjetnika posve razlikuju i upravo je u tome bogatstvo barokne umjetnosti. To je najočitije u slikama dvojice slikara koji su potekli iz istog područja i slikali u gotovo isto vrijeme, ali potpuno različitim stilom. 
Tako je veliki Flamanski slikar Peter Paul Rubens slikar barokne pokrenutosti, neumjerena obilja i raskoši, materijalnih bogatstava, jarkih boja, usmjeren izvanjskom i površnom u često pretrpanim kompozicijama povijesnih, alegorijskih, mitoloških ili religijskih tema. Posljedicom živopisnog puta, Rubens, dijete iz protestantske obitelji, je postao revnosnim katolikom koji je svakim svojim djelom veličao vjeru. Istinski protu-reformator, Rubens je svijet doživljavao kao pozornicu i njegove slike su prepune drame. Tako njegovo djelo Podizanje križa izgleda kao piramida tijela koja talasaju i kao da izlaze izvan slike, uključujući i promatrača u svoju dramu.
Dok Nizozemac Rembrandt van Rijn, najveći genij Nizozemskog slikarstva, istražuje unutrašnje duhovno bogatstvo, vječitu ljudsku dramu, podjednako u portretima i autoportretima, kao i u biblijskim prizorima, a njegovo glavno izražajno sredstvo su plemenite zlatno-smeđe boje i dramatičan odnos proboja zrake svjetlosti u pretežito mračan prostor slike. Jedan od najplodonosnijih slikara svih vremena oslikao je nebrojene teme iz Biblije, izradio mnoga grafička djela, a zanimljivi su i njegovi brojni autoportreti po kojima točno možemo vidjeti kako se čovjek mijenja od mladosti do najdublje starosti. Njegova najveća slika Noćna straža je jedno od najuspjelijih Baroknih djela s pokretom i svjetlošću koje mu daje nikad prije viđenu dramu. Upravo po toj tami i senzualnoj svjetlosti se uvelike razlikovao od svog suvremenika Rubensa kojeg je doživljavao kao rivala. Pred kraj života slika najdirljivije slike, kao što je Povratak razmetnoga sina koja je tako jaka u osjećaju nježne tišine da se promatrač spontano intimno veže sa skupinom na slici. U ovoj slici bogatstvo ljudskog razumijevanja kroz cjelokupno životno iskustvo slikara se pretače u jedinstven izraz tuge i oproštenja. Možda najintimnije djelo u povijesti umjetnosti do tada.

## Likovni motivi
U baroku se osamostaljuju brojne slikarske teme, kao što su portret, akt, krajolik ili mrtva priroda. Čak se neki slikari opredjeljuju i specijaliziraju za samo jednu od tih tema, ili unutar njih još uže. Tako se Francuz Georges de la Tour bazirao na kontrastnu igru svjetlosti i sjene u noćnoj rasvjeti, Nizozemac Frans Hals je hvatao ljudske emocije na lepršavim portretima, a Jan Vermeer van Delft je opjevao ljepotu intimnosti ljudskog doma.
Najpoznatiji Španjolski slikar je Diego Velazquez. Njegove rane "žanr-scene" (npr. Vodonoša iz Seville) koja su prikazivala siromašne posjedovala su više duha i emocija od njegovih kasnih djela kada je postao kraljevskim slikarom u Madridu. Ipak je bio najbolji slikar svjetla, što se vidi na njegovim tečnim i bogatim slikama (npr. Las Meninas - Princeza i sluškinje).

## Poveznice
- Renesansno slikarstvo
- Manirizam
- Caravaggisti
- Barokno kiparstvo
- Rokoko